# Запертая комната (фильм)
«Запертая комната» (англ. The Shuttered Room), также «Кровавый остров» — британский фильм ужасов 1967 года, снятый Дэвидом Грином для Warner Bros.-Seven Arts. В ролях Гиг Янг и Кэрол Линли. Пары, которая переезжает в дом с темными секретами. Фильм основан на одноименном рассказе «Комната с заколоченными ставнями», написанного Лавкрафтом в соавторстве с Августом Дерлетом. Фильм также был переиздан под названием «Кровавый остров».

## Сюжет
Сюзанна Келтон выросла в приемной семье, она узнает, что ее настоящие родители умерли и оставили ей имущество. Она и ее муж Майк отправляются на остров Данвич в штате Массачусетс, чтобы осмотреть недвижимость. Там они знакомятся с жителями и находят местную культуру клановой, отсталой и невежественной. Несколько друзей, которых они заводят среди местных жителей, в том числе тетя Сюзанны Агата, предупреждают их, что семейная мельница проклята, и призывают Келтонов немедленно уехать и никогда не возвращаться.
Отказываясь подчиняться суевериям, супруги Келтон собираются восстановить заброшенную мельницу. Вскоре они подвергаются преследованию со стороны банды местных головорезов во главе с развратным двоюродным братом Сюзанны Итаном. План бандитов срывает некто, кто все еще живет на закрытом чердаке мельницы. Это существо вызывало у Сюзанны кошмары в детстве.

## В ролях
- Гиг Янг в роли Майка Келтона
- Кэрол Линли в роли Сюзанны Уотли Келтон / Сары
- Оливер Рид в роли Итан
- Флора Робсон в роли тети Агаты
- Джудит Арти в роли Эммы
- Рик Джонс в роли Лютера Уэйтли
- Энн Белл в роли Мэри Уэйтли
- Уильям Девлин в роли Зебулона Уэйтли
- Чарльз Ллойд-Пак в роли  капитан баржи
- Бернард Кей в роли Тейт
- Дональд Сазерленд в роли Зебулона (голос)
- Селия Хьюитт в роли тетя Сара
- Роберт Кодрон в роли Лютера Уэйтли
- Мюррей Эванс в роли бандита
- Клиффорд Диггинс в роли бандита
- Питер Портеус в роли бандита
- Анита Андерсон в роли Сюзанны в детстве

## Производство
Сценарий изначально написали Александр Джейкобс и Натаниэль Танчук. Съемки начались в апреле 1966 года. «Соломенные псы» Сэма Пекинпа (1971) будут иметь много общего. 
Хотя действие фильма происходит в США, фильм снимался в Англии, в Кенте и Норфолке.
Верфь Hollowshore Boatyard и The Shipwright's Arms в Фавершеме, Кент, фигурируют на протяжении всего фильма, одновременно являясь городом Данвич, штат Массачусетс. Маяк Южного Форленда в Дувре также является экстерьером дома тети Агаты. В фильме показана большая фахверковая водяная мельница из полукирпича, которая сгорела в заключительных сценах. Используемым зданием была Хардингемская мельница на реке Яр в Норфолке.